# Ненці
Не́нці (самоназва ненэця і/або хасова; застаріла російська назва юраки, самоєди рос. юраки, самоеды) — самодійський народ на півночі Євразії (Росія).

## Територія проживання і чисельність
Ненці населяють величезні євразійські терени узбережжя Північного Льодовитого океану від Кольського півострова до Таймиру.
На етнічних землях ненців у Росії функціонують дві національні адміністративні одиниці — Ненецький автономний округ (у складі Архангельської області) і Ямало-Ненецький автономний округ (у складі Тюменської області), раніше функціонував ще розформований у 2006 році Долгано-Ненецький а.о., тепер Таймирський (Долгано-Ненецький) муніципальний район (у складі Красноярського краю). Етнічними землями ненців можна вважати також північ Ханти-Мансійського автономного округу (у складі Тюменської області), Мезенський район Архангельської області і частково північну частину Республіки Комі, де проживає змішане комі-ненецьке населення.
Ненці є найчисельнішим з-поміж корінних народів Півночі Росії. Динаміку змін чисельності ненців ілюструє Таблиця чисельності ненців (1897–2010), складена на основі даних, отриманих в ході переписів:
| Рік  | Чисельність, осіб | Мовці ненецької мови з числа ненців, % |
| ---- | ----------------- | -------------------------------------- |
| 1897 | 9.427             | 100%                                   |
| 1926 | 17.560            | даних немає                            |
| 1959 | 23.007            | 84,7%                                  |
| 1970 | 28.705            | 83,4%                                  |
| 1979 | 29.894            | 80,8%                                  |
| 1989 | 34.665            | 77,1%                                  |
| 2002 | 41.302            | 75,8%                                  |
| 2010 | 44.640            | 49,2%                                  |
| 2021 | 49.646            | —                                      |

За даними перепису чисельності населення Росії 2002 року кількість ненців склала 41 302 особи, причому бл. 27 тис. з них проживали в Ямало-Ненецькому автономному окрузі.
Після розпаду СРСР в Україні за даними перепису населення 2001 року виявилось, що в країні ненцями себе ідентифікувало 217  осіб, з числа яких лише 6 (бл. 3%) вказали ненецьку як рідну мову, тоді як українську такою назвали 32 особи (бл. 15%), решта — інші мови, переважно російську (175 осіб або понад 4/5 з загального числа).
Станом на 2010 р. загальна кількість ненців у світі перевищила 44 тис. осіб.

## Субетноси, мова і релігія

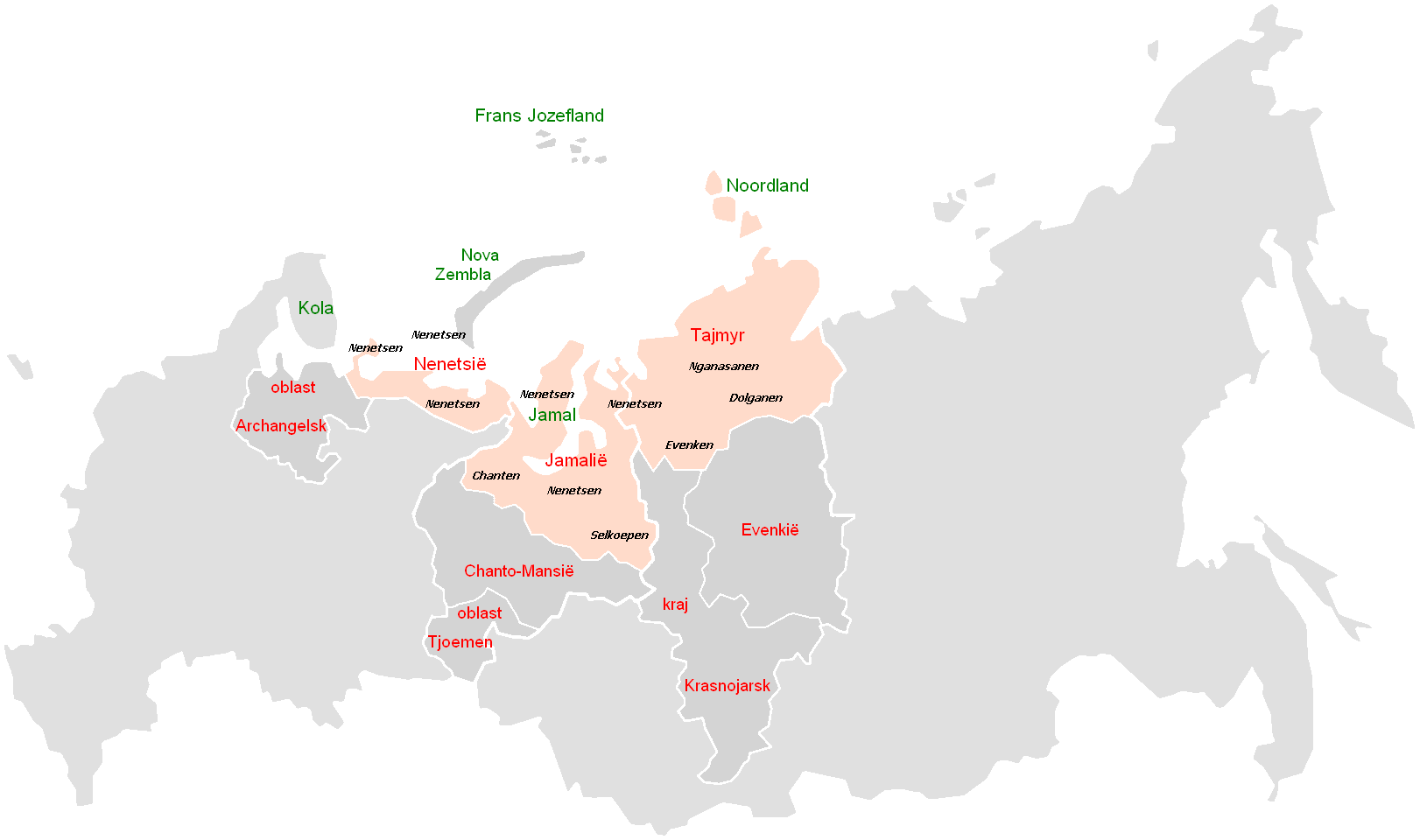
Ненецькі автономії та суб’єкти федерації вищого рівня

У складі ненців чітко виокремлюють 2 значні групи: тундрові ненці, які є північнішими і чисельно значно переважать другу групу — лісових ненців (інакше хандеяри). Тундрові ненці населяють титульні автономні округи, а лісові, кількість яких бл. 2 тис. осіб проживають в басейні річок Пур і Таз на південному сході Ямало-Ненецького і в Ханти-Мансійському а.о.. Варто виділити й групу яранців (або колвінців), що є змішаним комі-ненецьким населенням з особливою самоідентифікацією, що, зазвичай комімовні, і свій родовід ведуть від змішаних шлюбів ненців і північних комі (комі-іжемців).
Ненецька мова належить до самодійської групи уральської родини мов. Двома основними її діалектами, згідно з поділом на субетноси, є тундровий і лісовий. Серед ненців поширений білінгвізм — переважно російська, у яранців також комі мова. Писемність ненецької мови — на основі кириличної графіки.
Згідно перепису населення рф 2010 року, лише 10,08% серед етнічних ненців в Ненецькому АО вільно володіють ненецькою мовою.
Традиційними релігійними уявленнями ненців є віра в духів — хазяїв неба, землі, вогню, річок, природних і атмосферних явищ, у лісових ненців — у лісовиків.

## Історія, господарство та суспільство
Протягом 1-го тисячоліття н. е. більшість самодійців — пращурів ненців перемістилась за течією Обі в зону північної тайги, а потому тундри, асимілювавши тубільне населення (саами і кети). Надалі предки сучасних ненців розповсюдились із низов'їв Обі на захід до Білого моря, а до XVII ст. — на схід до Єнісею. При цьому до етногенезу ненців долучились угорські і енецькі групи.
Вже від перших згадок у письмових джерелах (у літописі Нестора фігурують під назвою самоядь) ненці завжди чинили опір чужоземним загарбникам. Так, вони опиралися поширенню Новгорода (відомі сутички наприкінці ХІІІ ст.), у XIV ст. змушені були платити ясак татарам, чиє панування припинилось у з кін. XV ст. (після взяття Казані).
З 1628 року зі зведенням фортеці Красноярськ ненці підпадають під владу росіян. Надалі (наступному столітті) ненці часто поставали проти утисків, зокрема, в 1719, 1731 і 1749 роках. У 1824 році посилення християнізації викликало значний спротив ненців, що вилилось у повстання (війну) 1825–1840 рр..
У 1842—44 (у свою 2-у наукову експедицію) північні народи, в тому числі і ненців, вивчав відомий фінський мовознавець М.Кастрен, результатом чого стало створення граматики і словника ненецької мови (опубл. 1854 року).

Жінка в чумі за вичинкою шкури, Тобольська губернія, Березовський повіт, поч. XX ст.

Переважна більшість ненців ще на поч. ХХ ст. вела кочовий спосіб життя.
Традиційними заняттями ненців є полювання на хутрових звірів, дикого оленя, песців, вовків, лісових і водоплавних птахів, рибальство, оленярство тощо.
З сер. XVIII ст. провідною галуззю господарства стало свійське оленярство. Оленярство в ненців було великостадним, олені використовувались як для пересування (на санах-нартах), так і для поживи. І за сучасності на півострові Ямал декілька тисяч ненецьких оленярів-кочівників тримають поголів'я у бл. півмільйона оленів.
У царській Росії купці, які приїжджали в тундру, обдурювали ненців, споювали їх горілкою і за низьку ціну скуповували оленів і дорогі шкури звірів.
Ще наприкінці XIX ст. основною ланкою ненецького суспільства лишався патрилінійний рід (єркар). У сибірських тундрових ненців зберігались дві екзогамні фратрії.

## Культура
Традиційним житлом ненців є розбірний чум з жердин, накриваний оленячими шкурами взимку і берестою в літню пору. Для подорожей вони виробляють сани, котрі у них розділяються на жіночі, чоловічі та вантажні. Матеріал — це ті ж самі олені, до речі на їхній мові сани називаються нарти. Відрізняються ж жіночі від чоловічих, котрі мають тільки задню спинку, ще передньою стінкою та боковою для більшої безпеки. До них запрягають віялом від двох — трьох до шести оленів. З лівої сторони сідають на них, а керують за допомогою віжки яка прикріплена до недоуздку (вуздечки без вудил, з приводом) оленя який знаходиться зліва, та жердини-хорея на якому мається кістяний ґудзик на кінці. Часом буває на інший кінець хорея надягають списоподібний металевий наконечник (взагалі то в минулому хорей наряду з луком служив зброєю).
Для вантажних нарт запрягають по два-три олені, а вони доволі часто змінюють місце проживання, бо олені їдять мох і коли він закінчується потрібно переїжджати на нове місце, і з п'яти-семи вантажних нарт складають великий караван котрий на їхній мові називається аргіш, прив'язуючи оленів міцними ланцюжками або ременями до передньої нарти. Кожен аргіш веде лише один сідок і доволі часто це бувають дівчатка-підлітки, а поруч їдуть чоловіки на легкових нартах та женуть стадо.
Одяг ненці шили також зі шкур о́леня — малиця, сокуй (верхній одяг), взуття — піми.
Їдять ненці як правило оленину, рибу тощо. Жителі оленячих стійбищ дуже люблять м'ясо оленя, смажене на закритому вогні — щось на зразок шашлика, але не маринованого. Улюбленими стравами у ненців є струганина з оленини, печінки, риби сига, суп з борошном, млинці з кров'ю, м'ясо тушковане з макаронними виробами. Однією з екзотичних страв є копальхен (гниле м'ясо). На гарнір їдять макаронні вироби. Рис та овочі споживаються вкрай рідко.
Улюбленим напоєм населення Півночі є чай, а також компоти і морси з журавлини, морошки, чорниці, кисіль з крохмалю і ягідного соку.
У царській Росії, внаслідок активної торгівлі міцними спиртними напоями, відбувався процес поступового споювання корінних і нечисленних народів Півночі, в тому числі і самоїдів (ненців). Однак вперта боротьба з цим негативним явищем в другій половині XX століття допомогла його частково зжити.
Хліб ненці споживають більше житній, хоча вживають його нечасто.
У ненців зберігаються залишки епосу, інші фольклорні жанри, традиційні свята, музика і танці.

## Виноски
1. ↑  Дані є неповними, адже перепис охопив не всіх ненців.
2. ↑  Всеукраїнський перепис населення 2001 року / Національний склад населення, громадянство / Розподіл населення за національністю та рідною мовою[недоступне посилання](укр.)[недоступне посилання з липня 2019]
3. ↑  Останні (комі-іжемці) останнім часом також претендують на визнання окремою корінною народністю Півночі. Див.:Етнографи Комі визнають комі-іжемців малочисельним народом, повідомлення Коміінформ(рос.) [Архівовано 11 березня 2012 у Wayback Machine.]
4. ↑  Ямало-Ненецький автономний округ — історична батьківщина малочисельних народів Крайньої Півночі: ненців, хантів, селькупів // на офіційному сайті Ямало-Ненецького автономного округу. Архів оригіналу за 23 жовтня 2008. Процитовано 1 січня 2009.
5. 1 2  М. М. Скаткін // Природознавство: підручник для 4 класу. — К.: «Радянська школа», 1967. с.256 (сторінки:166-168)
6. ↑  Васильев В. И. Ненцы // Народы мира. Историко-этнографический справочник., М.: «Советская Энциклопедия», 1988, стор. 330 (рос.)
7. ↑  Там же